# Prylisne
Prylisne (ucraniano: Прилі́сне) es un municipio rural y pueblo de Ucrania, perteneciente al raión de Kamin-Kashyrski de la óblast de Volinia.
En 2018, el municipio tenía una población de 5746 habitantes, de los que algo más de tres mil vivían en el pueblo y el resto repartidos en diez pedanías. El municipio fue fundado en 2016 mediante la fusión de los hasta entonces consejos rurales de Prylisne, Haluziya, Horodok, Karasyn, Lyshnivka y Sérjiv, a los que se sumaron en 2020 Novi Chervyshcha y Tobolý. Además de estos ocho pueblos, pertenecen al municipio otros tres: Zamostia, Rudka-Chervynska y Starí Chervyshcha.
Se ubica unos 10 km al norte de Manévychi, sobre la carretera P14 que lleva a Liubeshiv.

## Historia
El pueblo de Prylisne, cuya existencia en documentos se conoce desde el siglo XVI, se llamó hasta 1964 "Manévychi", pues es la aldea en cuyas afueras se fundó en 1892 el poblado ferroviario homónimo, que ahora es la localidad más importante de la zona. El antiguo Manévychi o actual Prylisne fue una pequeña localidad agrícola hasta el siglo XX, cuando se desarrolló como una periferia urbana del actual Manévychi, lo que motivó el cambio del topónimo del pueblo.
Antes de la fundación del actual municipio en 2016, Prylisne formaba por sí solo un consejo rural sin pedanías en el raión de Manévychi.